# Magyar üdítőitalok listája
Az alábbi lista tartalmazza a magyar eredetű vagy Magyarországon gyártott üdítőitalok márkaneveit.

## Szénsavas üdítőitalok
- 7 Up
- Alföld
- Almuska
- Apenta
- Aqua Elixis
- Balatonboglári
- Bambi
- Büki
- Cherry Coke
- Coca-Cola
- Deit
- Et-Üd
- ETV
- Extra
- Fanta
- Frutti
- Gyöngy
- Hajdú
- Hirös
- Hüsi
- Jaffa
- Lift
- Kati
- Kinley
- Kofola
- Kristály keserű
- Málnagyöngye
- Márka
- Meggygyöngye
- Mirinda
- Mountain Dew
- NBER Üccsi
- Oázis
- Olympi Cola
- Olympos
- Orina
- Pataki
- Pepsi
- Queen
- Quick Cola
- Róna
- Rónasági
- Rorange
- Salgó
- Sárközi
- Sz.i.v.ü.gy. (Szénsavas italok, vizek és üdítők gyára)
- Sparkly
- Sprite
- Sztár[1]
- Traubisoda
- Tikkadt Szöcske
- Tutti Juice
- Utas
- ÜdítŐ (sok kisebb palackozó használt ilyen feliratú üveget)
- Viking
- Vita Cola
- Vitis
- Zselic

## Energiaitalok
Az energiaitalok nem üdítőitalok, hanem táplálékkiegészítők!
- Bomba!
- Burn
- Hell
- Hungarian Energy Drink
- Kobra
- Monster
- NBER Energy Drink
- Nimrod
- Queen
- Red Bull
- Watt

## Gyümölcsitalok
- Garden
- Almuska
- Cappy
- Elma
- Hohes C
- Oázis
- Olympos
- Rauch
- Sió
- Tropicana
- Kubu gyümölcsital

## Szörpök
- Picur
- Ági
- Piroska
- Jaffa
- Pölöskei
- Sárközi

## Jegesteák
- Márka
- Lipton
- Fuzetea
- Tutti Juice Tea
- Xixo Ice Tea

## Ásványvizek
- Mizse
- NaturAqua
- Óbudai Gyémánt
- Szentkirályi

## Lásd még
- Szikvíz
- BUSZESZ